# Hong Deok-young
Hong Deok-young (kor. 홍덕영, ur. 5 maja 1921 w Hamhŭng, zm. 13 września 2005 w Seulu) – południowokoreański piłkarz, trener, sędzia, występujący podczas kariery na pozycji bramkarza.

## Kariera klubowa
Hong podczas kariery piłkarskiej występował w Korea University i Joseon Textile FC.

## Kariera reprezentacyjna
W reprezentacji Korei Południowej Hong występował w latach 1947-1954. W reprezentacji zadebiutował w kwietniu 1947 podczas pięciu towarzyskich meczów z amatorską drużyną Szanghaju. W 1948 wziął udział w igrzyskach olimpijskich. Na turnieju w Londynie wystąpił w wygranym 5-3 meczu z Meksykiem oraz przegranym 0-12 meczu ćwierćfinałowym ze Szwecją.
W 1954 zdobył srebrny medal igrzysk azjatyckich. W tym samym roku został powołany do kadry na mistrzostwa świata. Na mundialu w Szwajcarii wystąpił w przegranych meczach z Turcją 0-7 i Węgrami 0-9.

## Kariera sędziowska
Po zakończeniu kariery piłkarskiej Hong został sędzią piłkarskim. Sędziował mecze w latach 1957-1967.

## Kariera trenerska
Po zakończeniu kariery sędziowskiej Hong został trenerem. Trenował kluby Korea University i Seoul Bank FC. W latach 1970–1971 prowadził reprezentację Korei Południowej. W latach 1985–1986 był wiceprezydentem Koreańskiej Federacji Piłkarskiej.